# 宁波市城市展览馆
宁波市城市展览馆，是浙江省宁波市的一座城市规划展览馆，为宁波市自然资源和规划局下属单位，原址位于宁波老外滩，于2003年6月6日正式开放，当时称为宁波城市展览馆:537，新址位于宁波东部新城，于2015年3月开工，2019年2月11日试运行，5月29日正式开馆．
宁波市城市展览馆新馆策划方案由英国MET策展设计公司完成，建筑由瑞士泊莱兹事务所和德国石凯事务所联合设计，总建筑面积2.5万平方米，建筑高度24米，分为地上4层、地下1层，一层设置了临展厅、文创书店、多功能报告厅等公共配套；二层包含序厅、中庭、迷你宁波展厅和城市探索区域；三层包含品质生活、绿色家园、智创城市展厅，分别从生活、生态、生产三方面展示现代宁波的蓬勃发展，设有数字沙盘，以智能化技术展示宁波空间发展和智慧城市建设情况；四层包含独特宁波、未来宁波、未来影院三个展厅，讲述宁波城市发展历程、因水而生因港而兴的城市特性以及历史文化保护与传承，通过“向海而兴，筑梦甬城”总规大模型、3D影片等，展示宁波城市发展战略和未来愿景。

## 图集
- 宁波市城市展览馆展示的宁波西站片区规划（2023年5月20日）
- 宁波市城市展览馆展示的宁波交通网规划（2023年5月20日）
- 宁波市城市展览馆展示的宁波轨道交通线网规划（2023年5月20日）